# Keith Rivers
Keith Rivers (San Bernardino, 5 maggio 1986) è un giocatore di football americano statunitense che gioca nel ruolo di linebacker per i Dallas Cowboys della National Football League (NFL). Fu scelto nel corso del primo giro (9º assoluto) del Draft NFL 2008 dai Cincinnati Bengals. Al college ha giocato a football alla University of Southern California .

## Carriera professionistica

### Cincinnati Bengals
Rivers fu scelto come nono assoluto nel Draft 2008 dai Cincinnati Bengals. Nella sua partita di debutto mise a segno 10 tackle contro i Baltimore Ravens. Nella gara successiva, contro i Tennessee Titans, Rivers totalizzò otto tackle. La sua stagione da rookie si interruppe bruscamente a causa di un infortunio alla mandibola subito nella settimana 7 contro i Pittsburgh Steelersa causa di un blocco del wide receiver Hines Ward. Dopo questi avvenimenti quel genere di blocco fu dichiarato illegale con una specifica regola. Malgrado l'aver perso le ultime nove partite, Rivers terminò la sua stagione d'esordio con 37 tackle, un intercetto e un fumble forzato, ricevendo anche un voto per il premio di rookie difensivo dell'anno, andato a Jerod Mayo.
Nelle due stagioni successive, Rivers fu stabilmente titolare per i Bengals, mettendo a segno rispettivamente 72 e 77 tackle.

### New York Giants
L'11 aprile 2012, Rivers fu scambiato coi New York Giants per una scelta del quinto giro del Draft NFL 2012. Nella prima stagione con la nuova franchigia mise a segno 44 tackle in 11 partite disputate, 6 delle quali come titolare. Nella successiva disputò per la prima volta tutte le 16 partite, 8 come titolare, con 45 tackle e un sack.

### Buffalo Bills
Il 12 marzo 2014, Rivers firmò un contratto biennale coi Buffalo Bills. Fu svincolato il 17 febbraio 2015, dopo una stagione in cui giocò 12 partite di cui 3 da titolare.

### Dallas Cowboys
Il 4 marzo 2015, Rivers firmò un contratto annuale con i Dallas Cowboys.

## Statistiche
| Partite totali      | 74  |
| Partite da titolare | 50  |
| Tackle              | 291 |
| Sack                | 3,0 |
| Intercetti          | 2   |
| Fumble forzati      | 1   |

Statistiche aggiornate alla stagione 2014